# Lira (futebolista)
Carlos Augusto José de Lira, mais conhecido como Lira (Brasília, 2 de abril de 1966), é um treinador e ex-futebolista brasileiro que atuava como lateral-esquerdo. Atualmente, encontra-se sem clube.

## Biografia
Lira ganhou renome em suas passagens, sobretudo, pelos times cariocas do Vasco da Gama, Fluminense e Flamengo. Ao longo da sua carreira, o jogador também foi convocado para a Seleção Brasileira algumas vezes.
Revelado pelo Vasco da Gama da geração 66 de Romário e Mazinho, atuou no time principal vascaino entre 1985 a 1989, teve passagens destacadas por todos os clubes pelos quais passou. No clube de São Januário, por exemplo, o jogador faturou o bicampeonato estadual de 1987 e 1988 ficando até meados de 1989, de forma que não mais figurava no elenco vascaíno campeão brasileiro daquela temporada.
Do Vasco, Lira passou pela então forte Portuguesa, e posteriormente voltou ao Centro-Oeste do país, região da sua origem, para defender o Goiás. Por conta de suas boas atuações, acabou recebendo a sua primeira chance de defender a Seleção Brasileira.
Em meados de 1991, transferiu-se para o Grêmio, defendendo o clube gaúcho por quase uma temporada, inclusive durante a Copa do Brasil de 1992, ocasião em que o time tricolor foi eliminado pelo seu maior rival Internacional, que mais tarde se sagraria campeão do torneio.
Já em 1992, Lira voltaria ao Rio de Janeiro, para defender o Fluminense. No clube das Laranjeiras, viveu definitivamente um dos melhores momentos da sua carreira, que culminou aliás, na histórica vitória do Fluminense sobre o Flamengo na final do Campeonato Carioca de 1995. Após a boa atuação ao longo do primeiro semestre de 1995, transferiu-se, junto com Djair e Márcio Costa, para o Flamengo, que queria reforçar seu elenco do ano do centenário, já que até meados da temporada ainda não havia conseguido os resultados desejados. 
Lira foi comprado pelo Flamengo por R$ 400 mil, chegando para disputar a posição de titular com o tetracampeão mundial Branco, que se transferiu para o Internacional ao término da temporada. Lira, entretanto, não teve no Flamengo o mesmo desempenho que conseguiu no Fluminense, sendo emprestado em 1996 ao Atlético Paranaense e retornado ao Flamengo ao final da temporada para disputar uma ultima partida pelo clube da Gávea contra o Borussia Dortmund. 
Lira se transferiu em 2001 para o futebol capixaba, jogando pelas equipes Desportiva Capixaba e Estrela do Norte e encerrando sua carreira em 2003, atuando pelo Vitória do Espírito Santo.
Estreou como treinador no América do Rio levando a equipe de volta à elite do Campeonato Estadual e conquistando o título da Segunda Divisão do Campeonato Carioca. Entre 2011 e 2013, foi o treinador do CA Barra da Tijuca (antigo Yasmin) das divisões inferiores do futebol do Rio de Janeiro.

## Títulos

### Jogador
Vasco da Gama
- Taça Guanabara: 1986 e 1987
- Taça Cidade de Juíz de Fora: 1986 e 1987
- Troféu Ramón de Carranza: 1987, 1988 e 1989
- Copa Ouro (EUA): 1987
- Taça Jerônimo Bastos: 1988
- Campeonato Carioca: 1987 e 1988
- Taça Rio: 1988
- Torneio de Metz (França): 1989

Goiás
- Campeonato Goiano: 1990

Fluminense
- Taça Guanabara: 1993
- Torneio de Maceió: 1994
- Campeonato Carioca: 1995

Flamengo
- Taça Guanabara: 1996, 1999 e 2001
- Taça Rio: 1996 e 2000
- Campeonato Carioca: 1996, 1999, 2000 e 2001
- Copa dos Campeões: 2001

### Treinador
América-RJ
- Campeonato Carioca – Segunda Divisão: 2009